# Generali Ladies Linz
Linz Open är en tennisturnering för damer som spelas i Linz, Österrike. Den har arrangerats sedan 1987 på WTA-touren och spelas inomhus på hardcourt. Turneringen klassas som en WTA 500-turnering.

## Resultat

### Singel
| 1987                        | Barbara Paulus            | Denisa Krajčovičová        | 6–2, 6–2                |
| 1988                        | Eva Švíglerová            | Marion Maruska             | 6–3, 6–1                |
| 19901                       | Marion Maruska            | Karin Kschwendt            | 3–6, 6–1, 6–4           |
| 19902                       | Monika Kratochvílová      | Katharina Bueche           | 7–5, 6–3                |
| ↓ WTA Tier V ↓              |                           |                            |                         |
| 1991                        | Manuela Maleeva-Fragnière | Petra Langrová             | 6–4, 7–61               |
| 1992                        | Natalia Medvedeva         | Pascale Paradis-Mangon     | 6–4, 6–2                |
| ↓ WTA Tier III ↓            |                           |                            |                         |
| 1993                        | Manuela Maleeva-Fragnière | Conchita Martínez          | 6–2, 1–0 uppgivet       |
| 1994                        | Sabine Appelmans          | Meike Babel                | 6–1, 4–6, 7–63          |
| 1995                        | Jana Novotná              | Barbara Rittner            | 6–76, 6–3, 6–4          |
| 1996                        | Sabine Appelmans          | Julie Halard               | 6–2, 6–4                |
| 1997                        | Chanda Rubin              | Karina Habšudová           | 6–4, 6–2                |
| ↓ WTA Tier II ↓             |                           |                            |                         |
| 1998                        | Jana Novotná              | Dominique Monami Van Roost | 6–1, 7–62               |
| 1999                        | Mary Pierce               | Sandrine Testud            | 7–62, 6–1               |
| 2000                        | Lindsay Davenport         | Venus Williams             | 6–4, 3–6, 6–2           |
| 2001                        | Lindsay Davenport         | Jelena Dokić               | 6–4, 6–1                |
| 2002                        | Justine Henin             | Alexandra Stevenson        | 6–3, 6–0                |
| 2003                        | Ai Sugiyama               | Nadia Petrova              | 7–5, 6–4                |
| 2004                        | Amélie Mauresmo           | Jelena Bovina              | 6–2, 6–0                |
| 2005                        | Nadia Petrova             | Patty Schnyder             | 4–6, 6–3, 6–1           |
| 2006                        | Maria Sjarapova           | Nadia Petrova              | 7–5, 6–2                |
| 2007                        | Daniela Hantuchová        | Patty Schnyder             | 6–4, 6–2                |
| 2008                        | Ana Ivanović              | Vera Zvonarjova            | 6–2, 6–1                |
| ↓ International-turnering ↓ |                           |                            |                         |
| 2009                        | Yanina Wickmayer          | Petra Kvitová              | 6–3, 6–4                |
| 2010                        | Ana Ivanović              | Patty Schnyder             | 6–1, 6–2                |
| 2011                        | Petra Kvitová             | Dominika Cibulková         | 6–4, 6–1                |
| 2012                        | Viktoryja Azaranka        | Julia Görges               | 6–3, 6–4                |
| 2013                        | Angelique Kerber          | Ana Ivanović               | 6–4, 7–6(8–6)           |
| 2014                        | Karolína Plíšková         | Camila Giorgi              | 6–7(4–7), 6–3, 7–6(7–4) |
| 2015                        | Anastasija Pavljutjenkova | Anna-Lena Friedsam         | 6–4, 6–3                |
| 2016                        | Dominika Cibulková        | Viktorija Golubic          | 6–3, 7–5                |
| 2017                        | Barbora Strýcová          | Magdaléna Rybáriková       | 6–4, 6–1                |
| 2018                        | Camila Giorgi             | Jekaterina Aleksandrova    | 6–3, 6–1                |
| 2019                        | Coco Gauff                | Jeļena Ostapenko           | 6–3, 1–6, 6–2           |
| 2020                        | Aryna Sabalenka           | Elise Mertens              | 7–5, 6–2                |
| ↓ WTA 250-turnering ↓       |                           |                            |                         |
| 2021                        | Alison Riske              | Jaqueline Cristian         | 2–6, 6–2, 7–5           |
| 2022                        | Hölls inte                | Hölls inte                 | Hölls inte              |
| 2023                        | Anastasija Potapova       | Petra Martić               | 6–3, 6–1                |
| ↓ WTA 500-turnering ↓       |                           |                            |                         |
| 2024                        | Jeļena Ostapenko          | Jekaterina Aleksandrova    | 6–2, 6–3                |
| 2025                        | Jekaterina Aleksandrova   | Dajana Jastremska          | 6–2, 3–6,7–5            |

### Dubbel
| 1987                        | Petra Hentschl Eva Maria Schuerhoff        | Barbara Paulus Petra Ritter              | 6–4, 6–4          |
| 1988                        | Marion Maruska Petra Ritter                | Cristina Casini Katarzyna Nowak          | 6–3, 6–4          |
| 19901                       | Alexia Dechaume Pascale Paradis            | Hana Fukarková Denisa Krajčovičová       | 6–3, 6–2          |
| 19902                       | Regina Chaldková Monika Kratochvílová      | Birgit Arming Doris Bauer                | 6–4, 6–4          |
| ↓ WTA Tier V ↓              |                                            |                                          |                   |
| 1991                        | Manuela Maleeva-Fragnière Raffaella Reggi  | Petra Langrová Radka Zrubáková           | 6–4, 1–6, 6–3     |
| 1992                        | Monique Kiene Miriam Oremans               | Claudia Porwik Raffaella Reggi-Concato   | 6–4, 6–2          |
| ↓ WTA Tier III ↓            |                                            |                                          |                   |
| 1993                        | Jevgenia Maniokova Leila Meskhi            | Conchita Martínez Judith Polzl Wiesner   | Walkover          |
| 1994                        | Jevgenia Maniokova Leila Meskhi            | Åsa Carlsson Caroline Schneider          | 6–2, 6–2          |
| 1995                        | Meredith McGrath Nathalie Tauziat          | Iva Majoli Petra Schwarz-Ritter          | 6–1, 6–2          |
| 1996                        | Manon Bollegraf Meredith McGrath           | Rennae Stubbs Helena Suková              | 6–4, 6–4          |
| 1997                        | Alexandra Fusai Nathalie Tauziat           | Eva Melicharová Helena Vildová           | 4–6, 6–3, 6–1     |
| ↓ WTA Tier II ↓             |                                            |                                          |                   |
| 1998                        | Alexandra Fusai Nathalie Tauziat           | Anna Kournikova Larisa Savchenko Neiland | 6–3, 3–6, 6–4     |
| 1999                        | Irina Spîrlea Caroline Vis                 | Tina Križan Larisa Savchenko Neiland     | 6–4, 6–3          |
| 2000                        | Amélie Mauresmo Chanda Rubin               | Ai Sugiyama Nathalie Tauziat             | 6–4, 6–4          |
| 2001                        | Jelena Dokić Nadia Petrova                 | Els Callens Chanda Rubin                 | 6–1, 6–4          |
| 2002                        | Jelena Dokić Nadia Petrova                 | Rika Fujiwara Ai Sugiyama                | 6–3, 6–2          |
| 2003                        | Liezel Huber Ai Sugiyama                   | Marion Bartoli Silvia Farina Elia        | 6–1, 7–66         |
| 2004                        | Janette Husárová Elena Likhovtseva         | Nathalie Dechy Patty Schnyder            | 6–2, 7–5          |
| 2005                        | Gisela Dulko Květa Hrdličková Peschke      | Conchita Martínez Virginia Ruano Pascual | 6–2, 6–3          |
| 2006                        | Lisa Raymond Samantha Stosur               | Corina Morariu Katarina Srebotnik        | 6–3, 6–0          |
| 2007                        | Cara Black Liezel Huber                    | Katarina Srebotnik Ai Sugiyama           | 6–2, 3–6, 10–8    |
| 2008                        | Katarina Srebotnik Ai Sugiyama             | Cara Black Liezel Huber                  | 6–4, 7–5          |
| ↓ International-turnering ↓ |                                            |                                          |                   |
| 2009                        | Anna-Lena Grönefeld Katarina Srebotnik     | Klaudia Jans Alicja Rosolska             | 6–1, 6–4          |
| 2010                        | Renata Voráčová Barbora Záhlavová-Strýcová | Květa Peschke Katarina Srebotnik         | 7–5, 7–6(6)       |
| 2011                        | Marina Erakovic Elena Vesnina              | Julia Görges Anna-Lena Grönefeld         | 7–5, 6–1          |
| 2012                        | Anna-Lena Grönefeld Květa Peschke          | Julia Görges Barbora Záhlavová-Strýcová  | 6–3, 6–4          |
| 2013                        | Karolína Plíšková Kristýna Plíšková        | Gabriela Dabrowski Alicja Rosolska       | 7–6(8–6), 6–4     |
| 2014                        | Raluca Olaru Anna Tatishvili               | Annika Beck Caroline Garcia              | 6–2, 6–1          |
| 2015                        | Raquel Kops-Jones Abigail Spears           | Andrea Hlaváčková Lucie Hradecká         | 6–3, 7–5          |
| 2016                        | Kiki Bertens Johanna Larsson               | Anna-Lena Grönefeld Květa Peschke        | 4–6, 6–2, [10–7]  |
| 2017                        | Kiki Bertens (2) Johanna Larsson (2)       | Natela Dzalamidze Xenia Knoll            | 3–6, 6–3, [10–4]  |
| 2018                        | Kirsten Flipkens Johanna Larsson (3)       | Raquel Atawo Anna-Lena Grönefeld         | 4–6, 6–4, [10–5]  |
| 2019                        | Barbora Krejčíková Kateřina Siniaková      | Barbara Haas Xenia Knoll                 | 6–4, 6–3          |
| 2020                        | Arantxa Rus Tamara Zidanšek                | Lucie Hradecká Kateřina Siniaková        | 6–3, 6–4          |
| ↓ WTA 250-turnering ↓       |                                            |                                          |                   |
| 2021                        | Natela Dzalamidze Kamilla Rachimova        | Wang Xinyu Zheng Saisai                  | 6–4, 6–2          |
| 2022                        | Hölls inte                                 | Hölls inte                               | Hölls inte        |
| 2023                        | Natela Dzalamidze (2) Viktória Kužmová     | Anna-Lena Friedsam Nadija Kitjenok       | 4–6, 7–5, [12–10] |
| ↓ WTA 500-turnering ↓       |                                            |                                          |                   |
| 2024                        | Sara Errani Jasmine Paolini                | Nicole Melichar-Martinez Ellen Perez     | 7–5, 4–6, [10–7]  |
| 2025                        | Tímea Babos Luisa Stefani                  | Ljudmyla Kitjenok Nadija Kitjenok        | 3–6, 7–5, [10–4]  |